# Война на западном направлении
«Война́ на за́падном направле́нии» (также известен как «Война») — советский шестисерийный художественный фильм, снятый в 1989—1990 годах на киностудии имени Довженко.

Телевизионная киноэпопея по мотивам романа Ивана Стаднюка «Война» о событиях первых месяцев Великой Отечественной войны.
- Серия первая: «Взорванный мир»
- Серия вторая: «Мы погибли бы, если б не погибали»
- Серия третья: «Чёрное лето»
- Серия четвёртая: «Сквозь дым и горечь неудач»
- Серия пятая: «Огненный Смоленск»
- Серия шестая: «Рождение гвардии»

## Сюжет
Фильм снят на основе известного произведения Ивана Стаднюка, романа в трёх книгах «Война». Сценаристы излагают свою версию роли советского руководства и лично И. В. Сталина в поражениях лета 1941 года, когда Вооружённые силы СССР оказались в критическом положении после нападения Германии. В сериале показаны судьбы многих людей, от рядовых, совершавших свои подвиги, до командующих, которые, не щадя себя, вносили свой вклад в защиту Родины, в победу над общим врагом.
В центре сюжета — судьба генерала Чумакова, одного из тех советских командиров, которые, несмотря ни на что, возглавляли сопротивление германской агрессии. По свидетельству И. Стаднюка, автора сценария фильма и литературного первоисточника, Фёдор Чумаков — это собирательный образ реальных командиров советских мехкорпусов, воевавших примерно в то же время и в том же месте, что и в произведении, — генерал-майора Петра Ахлюстина (13-й мехкорпус), генерал-майора Дмитрия Мостовенко (11-й мехкорпус) и генерал-майора Михаила Хацкилевича (6-й мехкорпус).
Завершается фильм картинами одной из первых успешных наступательных операций РККА под Ельней.

## В ролях
- Виктор Степанов — командир мехкорпуса, генерал-майор Фёдор Ксенофонтович Чумаков[3].
- Арчил Гомиашвили — Сталин
- Михаил Ульянов — Жуков
- Николай Засухин — Молотов
- Виталий Розстальный — Тимошенко
- Иван Мацкевич — Павлов
- Андрей Толубеев — подполковник / майор Рукатов
- Владимир Сичкарь — Берия
- Георгий Лапето — Мехлис
- Виктор Уральский — Калинин
- Юрий Рудченко — Маленков
- Евгений Жариков — Ворошилов
- Анатолий Пазенко — Ватутин
- Николай Волков (младший) — Шапошников
- Олег Савкин — младший политрук / политрук Михаил Иванюта
- Игорь Тарадайкин — старший лейтенант Колодяжный
- Вячеслав Грушов — Степан Степанович
- Михаил Березин — майор Птицын / немецкий диверсант Глинский
- Николай Олейник — майор-артиллерист
- Евгений Самойлов — Нил Игнатьевич Романов
- Павел Морозенко — Ракутин, командующий 24-й армией Резервного фронта, генерал-майор
- Александр Быструшкин — сотрудник НКВД
- Степан Олексенко — следователь
- Геннадий Юхтин — следователь, допрашивавший генерала Павлова
- Валентина Попова — Ольга Васильевна, жена Чумакова
- Ольга Сизова — Ирина, дочь Чумакова
- Владимир Седов — полковник, тесть Рукатова
- Сергей Гордеев — комиссар
- Александр Мовчан — генерал-лейтенант Качалов
- Геннадий Болотов — комендант смоленского гарнизона, полковник Малышев
- Анатолий Лукьяненко — лётчик лейтенант Рублёв
- Павел Махотин — полковник Семён Микохин, друг Чумакова
- Владимир Куркин
- Валерий Порошин — генерал-лейтенант Лукин
- Андрей Алёшин
- Олег Комаров — Бочаров
- Владимир Талашко — генерал-лейтенант
- Юрий Назаров — Лобачёв
- Коста Туриев
- Вера Альховская — Софья Вениаминовна
- Виктор Гордеев
- Валерий Панарин
- Александр Белина
- Алиция Омельчук
- Ада Волошина
- Алексей Колесник — майор Никитин
- Зоя Недбай
- Валентина Ивашёва
- Татьяна Слободская
- Людмила Кузьмина
- Георгий Дрозд
- Виктор Степаненко
- Алексей Пархоменко
- Дмитрий Миргородский — генерал Малашонок
- Анатолий Переверзев
- Олег Мокшанцев
- Вячеслав Воронин
- Александр Агеенков — пленный немецкий офицер
- Виктор Сарайкин
- Степан Старчиков
- Николай Сморчков — генерал-лейтенант
- Леонид Реутов
- Алексей Костылев
- Виктор Щеглов
- Станислав Коренев
- Леонид Бакштаев — генерал-лейтенант
- Николай Дупак — военврач
- Александр Песков
- Борис Литвин
- Алексей Дронников
- Владимир Бродский
- Галина Долгозвяга
- Анатолий Юрченко — член Военного совета и начальник Политуправления Западного фронта, дивизионный комиссар Лестев

Oзвучивание
- Алексей Горбунов — майор Рукатов (роль Андрея Толубеева)
- Виталий Дорошенко
- Евгений Паперный — Ворошилов (роль Евгения Жарикова)